# سرخ فالونی

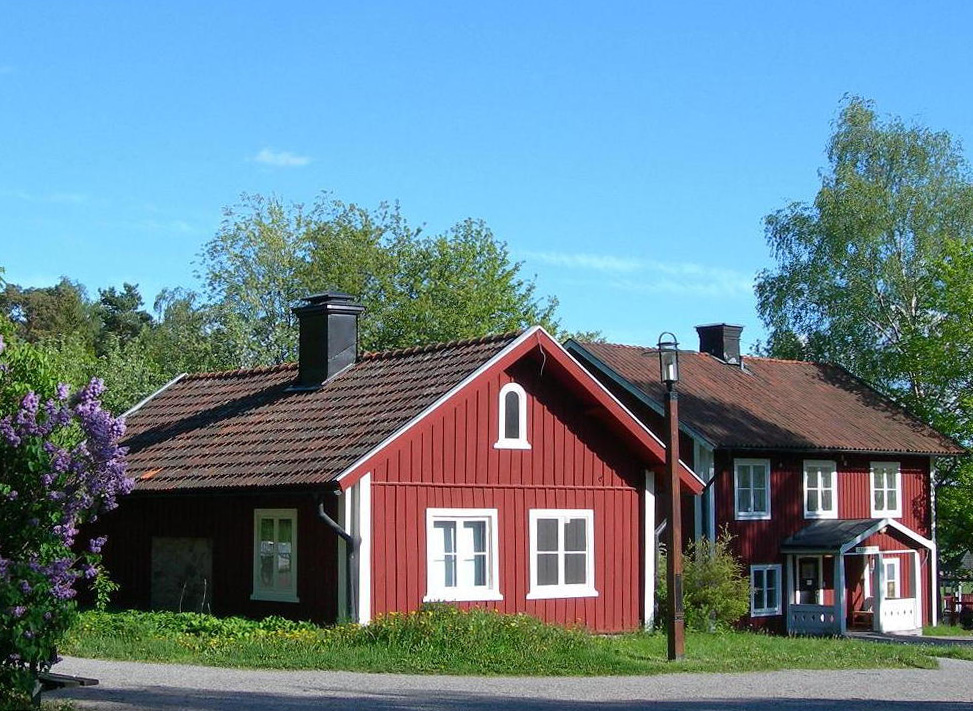
خانه‌های سنتی سوئدی در حومهٔ شهر که با رنگ قرمز فالونی رنگ‌آمیزی شده‌اند.

سرخ فالونی یا قرمز فالونی (به سوئدی  Falu rödfärg)  نام رنگ قرمز سیری است که در سوئد معمولاً برای رنگ‌آمیزی کلبه‌ها و طویله‌های چوبی به کار می‌رود. منشأ این رنگ معدن مسی در فالون در داله‌کارلیای سوئد است، و از دیرباز تا کنون مورد استفاده قرار می‌گیرد.
اولین سوابق موجود راجع به رنگ قرمز فالونی به قرن شانزدهم بازمی‌گردد.  در قرن هفدهم بسیاری از قصرهای چوبی کوچک با این رنگ رنگ‌آمیزی می‌شدند تا ظاهرشان شبیه بناهای آجری شود. در سوئد، به جز در شهرهای بزرگ مثل استکهلم و یوته‌بوری، مصالح ساختمانی اصلی برای ساخت بناها چوب بود، و تا اوائل قرن نوزدهم رنگ غالب این بناها قرمز فالونی بود. در این دوره با مخالفت مسئولین حکومتی، بناهای چوبی در مناطق شهری یا به رنگ‌های روشن‌تر (سفید و زرد) رنگ‌آمیزی شدند یا نمایشان گچ‌بری شد، و تعداد ابنیهٔ آجری هم افزایش پیدا کرد. در این دوره بود که کشاورزان و مرتع‌داران که توانایی رنگ کردن خانه‌هایشان را پیدا کرده بودند، ساختمان‌های زیادی را در حومهٔ شهرها به رنگ قرمز فالونی درآوردند.
پردهٔ رنگ بسته به مقدار سوختن اکسید آهن موجود در آن متفاوت است، و در طی سالیان پرده‌های مختلفی از این رنگ به کار می‌رفته است. اخیراً ترکیبی مشابه رنگ قرمز فالونی استفاده می‌شود که سبز رنگ است و به سبز فالونی مشهور است.
رنگ قرمز فالونی از آب، آرد چاودار، روغن پنبه و تفاله‌های معدن مس فالون که حاوی اکسید آهن، ترکیبات مس‌دار و روی هستند ساخته می‌شود.